# Château du Châtellier
Ne doit pas être confondu avec Château du Châtelier.
Le château du Châtellier est un édifice de la commune de Corps-Nuds, dans le département d’Ille-et-Vilaine en région Bretagne.

## Localisation
Il se trouve au sud du centre du département et au sud du bourg de Corps-Nuds. Il est situé sur une éminence surplombant l'Ise. Propriété privée, ne se visite pas.

## Historique
Le château date de 1632. 
Il est inscrit au titre des monuments historiques depuis le 3 décembre 1993 et classé depuis le 30 avril 1996.

## Architecture
Ce château a été saccagé pendant les guerres de la Ligue, puis reconstruit en 1632 par Charles Ier du Châtellier. Il a ensuite été remanié vers 1750 avec l'apport de boiseries, puis réaménagé au XIXe siècle  dans son décor intérieur. Seuls deux plafonds et l'escalier ont conservé leur décor peint du XVIIe siècle.
La terrasse sur lequel le château entouré de quatre tours d'angle à mâchicoulis, est construit sur une terrasse, elle-même entourée de larges douves maçonnées. Les tours servent de chapelle, colombier, cabinet d'archives, et logement pour les domestiques
Le château conserve cinq fresques de la mythologie grecque au-dessus d'une cheminée du XVIIe siècle, restaurées en 1999.